# Пештерсько
Пе́штерсько (болг. Пещерско) — село в Бургаській області Болгарії. Входить до складу громади Айтос.

## Населення
За даними перепису населення 2011 року у селі проживали 723 особи.
Національний склад населення села:
| Національність   | Кількість осіб | Відсоток |
| ---------------- | -------------- | -------- |
| турки            | 694            | 96,0%    |
| болгари          | 28             | 3,9%     |
| цигани           | 0              | 0%       |
| Всього відповіли | 723            |          |

Розподіл населення за віком у 2011 році:
Динаміка населення: